# Цинъюань (Лишуй)
Цинъюа́нь (кит. упр. 庆元, пиньинь Qìngyuán) — уезд городского округа Лишуй провинции Чжэцзян (КНР).

## История
Уезд был выделен из уезда Лунцюань во времена империи Сун в 1197 году.
После образования КНР в 1949 году был создан Специальный район Лишуй (丽水专区), и уезд вошёл в его состав. В 1952 году Специальный район Лишуй был расформирован, и уезд перешёл в состав Специального района Вэньчжоу (温州专区). В 1958 году уезд Цинъюань был присоединён к уезду Лунцюань.
В 1963 году Специальный район Лишуй был воссоздан, и уезд Лунцюань перешёл в его состав. В 1973 году был воссоздан уезд Цинъюань, а Специальный район Лишуй был переименован в Округ Лишуй (丽水地区).
В 2000 году округ Лишуй был преобразован в городской округ.

## Административное деление
Уезд делится на 3 уличных комитета, 6 посёлков и 10 волостей.

## Экономика
Уезд Цинъюань богат лесными и видовыми ресурсами, а также является центром развития технологий выращивания грибов шиитаке. В ноябре 2022 года система совместного выращивания лесов и грибов уезда Цинъюань была включена в список систем сельскохозяйственного наследия мирового значения. Она представляет собой агролесоводческую систему в высокогорном районе, которая ориентирована на устойчивое управление лесами, развитие грибоводства и повторное использование ресурсов.